# Maciej Czyszczan
Maciej Czyszczan (ur. 1832, zm. 7 marca 1914 w Zakopanem) – polski prawnik, prokurator, sędzia.

## Życiorys
Urodził się w 1832. Ukończył studia prawnicze na Wydziale Prawa Uniwersytetu Jagiellońskiego. Od około 1860 był adiunktem sądowym w C. K. Sądzie Okręgowym w Nowym Sączu. Brał udział w powstaniu styczniowym 1863. Z nowosądeckiego sądu około 1863 został przydzielony do C. K. Sądu Krajowego w Krakowie, Następnie, od około 1864 do około 1868 pracował w randze sekretarza rządowego na posadzie substytuta prokuratora w C. K. Prokuratorii Państwa w Krakowie. Od około 1868 do około 1875 w randzie radcy sądu krajowego sprawował stanowisko prokuratora w C. K. Prokuratorii Rządowej w Rzeszowie (od około 1870 C. K. Prokuratorii Państwa w Rzeszowie). Od około 1875 do około 1879 był prokuratorem C. K. Prokuratorii Państwa w Tarnowie. Od około 1879 do około 1885 w charakterze radcy sądu krajowego wyższego pracował w C. K. Wyższym Sądzie Krajowym w Krakowie. Od około 1885 do około 1887 w tym samym charakterze był zatrudniony w C. K. Sądzie Krajowym w Krakowie. 
3 marca 1887 został mianowany adwokatem generalnym przy C. K. Trybunale Kasacyjnym. W listopadzie tego roku został mianowany radcą dworu. W tym charakterze do około 1898 pracował w C. K. Sądzie Najwyższym i Trybunale Kasacyjnym w Wiedniu. Od 1897 do 1903 piastował posadę prezydenta C. K. Wyższego Sądu Krajowego dla Galicji Zachodniej w Krakowie. Równolegle od około 1902 pełnił funkcję przewodniczącego komisji egzaminacyjnej sędziowskiej. Ze stanowiska prezydenta apelacji w Krakowie zrezygnował z uwagi na zły stan zdrowia. 11 grudnia 1903 ogłoszono jego przejście na emeryturę i z okazji przeniesienia w stan spoczynku cesarz nadał mu szlachectwo.
Był uważany za „jednego z najwybitniejszych przedstawicieli sądownictwa galicyjskiego”. Będąc referentem działów cywilnych z „votum decisivum” w 1886 ocalił dla weteranów z 1831 fundację Pelagii Russanowskiej. Pracując jako prokurator państwa w Tarnowie i w Rzeszowie wykazał się w ściganiu lichwy i oszustw. Pracując jako prezydent sądu karnego w Krakowie przeprowadził kilka istotnych reform administracyjnych. 
Otrzymał tytuły honorowego obywatelstwa Tarnowa (około 1885), Przeworska (około 1902). W 1899 otrzymał godność c. k. tajnego radcy.
Tuż po przejściu na emeryturę osiadł w swoim majątku w Skołyszynie, gdzie pozostał do końca życia. Zmarł po długiej chorobie 7 marca w Zakopanem. Dwa dni później w tym mieście odbył się jego pogrzeb. Miał czterech synów, którzy podjęli karierę urzędniczą.

## Odznaczenia
- Kawaler Orderu Leopolda (1893)[48][49][40] (za udział w komisji dla zaprowadzenia nowej procedury cywilnej[1])
- Kawaler Orderu Franciszka Józefa (1876)[50][40]
- Medal Honorowy za Czterdziestoletnią Wierną Służbę (przed 1903)[40]
- Brązowy Medal Jubileuszowy Pamiątkowy dla Sił Zbrojnych i Żandarmerii (przed 1903)[40]
- Medal Jubileuszowy Pamiątkowy dla Cywilnych Funkcjonariuszów Państwowych (przed 1903)[40]